# Kanton Rai
Der Kanton Rai ist seit 2015 ein französischer Wahlkreis im Arrondissement Mortagne-au-Perche, im Département Orne und in der Region Normandie.

## Gemeinden
Der Kanton besteht aus 22 Gemeinden mit insgesamt 12.041 Einwohnern (Stand: 1. Januar 2022) auf einer Gesamtfläche von 463,62 km²:
| Gemeinde                         | Einwohner 1. Januar 2022 | Fläche km² | Dichte Einw./km² | Code INSEE | Postleitzahl |
| -------------------------------- | ------------------------ | ---------- | ---------------- | ---------- | ------------ |
| Aube                             | 1.249                    | 5,74       | 218              | 61008      | 61270        |
| Beaufai                          | 327                      | 12,9       | 25               | 61032      | 61270        |
| Champ-Haut                       | 42                       | 5,16       | 8                | 61088      | 61240        |
| Échauffour                       | 730                      | 33,14      | 22               | 61150      | 61370        |
| Écorcei                          | 376                      | 9,47       | 40               | 61151      | 61270        |
| Fay                              | 69                       | 8,68       | 8                | 61159      | 61390        |
| La Ferté-en-Ouche                | 2.960                    | 131,69     | 22               | 61167      | 61470, 61550 |
| La Gonfrière                     | 274                      | 12,83      | 21               | 61193      | 61550        |
| Lignères                         | 29                       | 5,37       | 5                | 61225      | 61240        |
| Mahéru                           | 275                      | 19,63      | 14               | 61244      | 61380        |
| Ménil-Froger                     | 62                       | 5,31       | 12               | 61264      | 61240        |
| Merlerault-le-Pin                | 1.435                    | 61,55      | 23               | 61275      | 61240, 61249 |
| Le Ménil-Vicomte                 | 26                       | 3,86       | 7                | 61272      | 61240        |
| Planches                         | 181                      | 12,49      | 14               | 61330      | 61370        |
| Rai                              | 1.437                    | 16,03      | 90               | 61342      | 61270        |
| Saint-Evroult-Notre-Dame-du-Bois | 440                      | 34,47      | 13               | 61386      | 61550        |
| Saint-Germain-de-Clairefeuille   | 132                      | 12,31      | 11               | 61393      | 61240        |
| Saint-Nicolas-de-Sommaire        | 266                      | 16,28      | 16               | 61435      | 61550        |
| Saint-Pierre-des-Loges           | 160                      | 9,79       | 16               | 61446      | 61370        |
| Saint-Symphorien-des-Bruyères    | 483                      | 16,02      | 30               | 61457      | 61300        |
| Sainte-Gauburge-Sainte-Colombe   | 1.013                    | 21,17      | 48               | 61389      | 61370        |
| Touquettes                       | 75                       | 9,73       | 8                | 61488      | 61550        |
| Kanton Rai                       | 12.041                   | 463,62     | 26               | 6118       | –            |

## Veränderungen im Gemeindebestand seit der landesweiten Neuordnung der Kantone
2025: Fusion Godisson, La Genevraie, Le Merlerault, Les Authieux-du-Puits und Nonant-le-Pin → Merlerault-le-Pin
2016: Fusion Anceins, Bocquencé, Couvains, La Ferté-Frênel, Gauville, Glos-la-Ferrière, Heugon, Monnai, Saint-Nicolas-des-Laitiers und Villers-en-Ouche → La Ferté-en-Ouche